# ディライト (企業)
株式会社ディライト（でぃらいと、英: Delight Inc.）は、東京都新宿区に本社を置く日本の人材サービス企業である。
葬儀業界に特化した人材派遣・人材紹介事業、およびウェブマーケティング支援事業を展開している。

## 概要
2007年10月創業。株式会社ディライトは、葬儀業界専門の人材・集客支援企業。設立当初は葬儀業界に特化した人材派遣会社として事業を開始。その後は、集客支援事業、寝台事業、葬儀請負事業を始めるなど事業領域を拡大している。
公式HPによると、同社の社名「Delight」には「人を喜ばせる、楽しませる」「自らが喜ぶ、楽しむ」の意味が込められている。それにちなみ「人を喜ばせることが、自らの喜びである」という理念のもと経営されている。
主な事業は、葬儀業界向けの人材派遣・人材紹介を行う「人材支援事業」と、葬儀社のマーケティング支援を行う「集客支援事業」の2つ。「葬儀の口コミ」「お墓の口コミ」といった葬儀やお墓に関する口コミサイトも運営している。
2020年に新型コロナウイルス感染症が流行した際には、東京都内で亡くなった感染者のうち、約300人以上の遺体の引き取りと搬送を葬儀社に代わって担った。これは当時の都内のコロナ死者（約2,200人）の約15％に相当する。

## 沿革
- 2007年10月 - 資本金500万円で株式会社ディライトを設立（新宿5丁目）
- 2007年11月 - 特定労働者派遣事業の許可を取得し、人材派遣事業を開始
- 2008年1月 - 有料職業紹介事業の許可を取得し、人材紹介事業を開始
- 2009年3月 - 資本金を1000万円に増資

- 2012年7月 - 新宿5丁目に本社移転
- 2012年9月 - 資本金を1500万円に増資
- 2015年10月 - 「葬儀の口コミ」サービスを開始し、集客支援事業に参入
- 2018年2月 - 派遣法改正に伴い、労働者派遣事業の許可を取得
- 2018年6月 - 新宿1丁目に本社移転
- 2019年9月 - 資本金を5000万円に増資

- 2021年3月 - 「葬儀のウェブ担当」サービスを開始
- 2022年7月 - 「寝台安置」サービスを開始
- 2023年2月 - 「お墓の口コミ」サービスを開始
- 2023年5月 - 「お墓のウェブ担当」サービスを開始
- 2023年7月 - 新宿1丁目内で本社移転（現在地）
- 2025年4月 -「施行代行」サービスを開始
- 2025年7月 -「電話対応AI」サービスを開始

## 事業内容
同社は「人材支援事業部」と「集客支援事業部」の2つの事業部門を有している。人材派遣事業では、葬儀会社からの依頼に応じて、式場の設営や生花の装飾、会葬者の案内などを担当する人員を会場に派遣している。登録スタッフは20代から40代を中心に約300人にのぼる。

### 人材支援事業
- 人材派遣事業（派-13-309303）- 葬儀業界に特化した人材派遣サービス
- 人材紹介事業（13-ユ-302849）- 葬儀業界向けの人材紹介サービス

### 集客支援事業
- 葬儀のウェブ担当 - 葬儀社向けウェブサイト運用支援サービス
- お墓のウェブ担当 - 石材店・霊園・供養事業者向けウェブサイト運用支援サービス
- 葬儀の口コミ - 葬儀社の口コミサイト運営
- お墓の口コミ - 墓地・霊園の口コミサイト運営

## 経営陣
代表取締役の高橋亮は1977年2月17日生まれ。神奈川県川崎市多摩区出身。1995年に神奈川県立多摩高校を卒業後、青山学院大学経営学部に入学したが2ヶ月で中退し、葬儀業界でのアルバイトを開始。1998年に21歳で共同経営により株式会社サンムーバーを起業したが、2007年6月に経営陣の方向性の違いから辞任。同年10月、30歳のときに株式会社ディライトを設立。
高橋亮は公益財団法人スクールエイドジャパン理事、一般社団法人ソーシャルビジネス・ドリームパートナーズ理事を務めている。2025年5月には著書『後悔しない葬儀とお墓選び』（クロスメディア・パブリッシング）を出版している。

## 掲載メディアなど

### メディア掲載
- 日本経済新聞社 記事名「葬儀業界、働きやすく　夜勤柔軟に」
- 日刊ゲンダイ 記事名「葬儀人材派遣最大手『コロナ専門チーム』の奮起 都内の死者2割を請け負う」
- 月刊終活WEB 記事名「葬儀社の発信+ご遺族の発信で"利用者にとって最適な葬儀社"を探せる場『葬儀の口コミ』」
- 社長名鑑 記事名「『葬儀業界のインフラ企業』を目指して！AI活用で課題を解決するニッチ市場のオンリーワンとは」